# Pelota basca nos Jogos Pan-Americanos de 2023 - Frontênis em duplas femininas
A competição do frontênis em duplas femininas da pelota basca nos Jogos Pan-Americanos de 2023 foi disputada entre 31 de outubro e 5 de novembro de 2023 no Estádio Español, em Las Condes. Um total de dez duplas, cada uma representando um Comitê Olímpico Nacional (CON), participaram do evento.

## Calendário
Horário local (UTC−3).
| Data          | Hora  | Fase          |
| ------------- | ----- | ------------- |
| 31 de outubro | 18:00 | Fase de grupo |
| 1 de novembro | 18:00 | Fase de grupo |
| 2 de novembro | 16:30 | Fase de grupo |
| 3 de novembro | 18:00 | Fase de grupo |
| 4 de novembro | 18:30 | Fase de grupo |
| 5 de novembro | 9:00  | Finais        |

## Medalhistas
| Ouro   | MEX Ximena Placito e Ariana Cepeda  |
| Prata  | CUB Daniela Darriba e Wendy Durán   |
| Bronze | CHI Magdalena Muñoz e Natalia Bozzo |

## Resultados

### Fase de grupo
Todas as duplas se enfrentam em um único grupo. As duas melhores avançam para a disputa de medalha de ouro e as duas seguintes para a disputa pelo bronze.
| Pos. | Jogadoras                                    | Pts | J | V | D | GP | GC | PP  | PC  |
| ---- | -------------------------------------------- | --- | - | - | - | -- | -- | --- | --- |
| 1    | MEX México Ximena Placito Ariana Cepeda      | 12  | 4 | 4 | 0 | 8  | 0  | 120 | 41  |
| 2    | CUB Cuba Daniela Darriba Wendy Durán         | 10  | 4 | 3 | 1 | 6  | 4  | 117 | 105 |
| 3    | CHI Chile Magdalena Muñoz Natalia Bozzo      | 6   | 4 | 2 | 2 | 3  | 5  | 81  | 112 |
| 4    | VEN Venezuela María Borges Diana Rangel      | 6   | 4 | 1 | 3 | 2  | 6  | 72  | 103 |
| 5    | PER Peru Nathaly Paredes Mía Belén Rodríguez | 6   | 4 | 0 | 4 | 3  | 6  | 87  | 116 |

| 31 de outubro 18:00 | MEX X Placito – A Cepeda | 2–0 | CUB D Darriba – W Durán | Estádio Español Árbitro(s): ARG César Maderna |
| 31 de outubro 18:00 | (15–10, 15–6) Relatório  |     |                         | Estádio Español Árbitro(s): ARG César Maderna |

| 31 de outubro 19:00 | PER N Paredes – M Rodríguez | 0–2 | VEN M Borges – D Rangel | Estádio Español Árbitro(s): CUB Hilda Pita |
| 31 de outubro 19:00 | (11–15, 2–15) Relatório     |     |                         | Estádio Español Árbitro(s): CUB Hilda Pita |

| 1 de novembro 18:00 | MEX X Placito – A Cepeda | 2–0 | PER N Paredes – M Rodríguez | Estádio Español Árbitro(s): CHI Roberto Jara |
| 1 de novembro 18:00 | (15–6, 15–7) Relatório   |     |                             | Estádio Español Árbitro(s): CHI Roberto Jara |

| 1 de novembro 19:00 | CUB D Darriba – W Durán       | 2–1 | CHI M Muñoz – N Bozzo | Estádio Español Árbitro(s): ARG César Maderna |
| 1 de novembro 19:00 | (15–7, 13–15, 10–0) Relatório |     |                       | Estádio Español Árbitro(s): ARG César Maderna |

| 2 de novembro 16:30 | CHI M Muñoz – N Bozzo  | 0–2 | MEX X Placito – A Cepeda | Estádio Español Árbitro(s): CUB Hilda Pita |
| 2 de novembro 16:30 | (6–15, 0–15) Relatório |     |                          | Estádio Español Árbitro(s): CUB Hilda Pita |

| 2 de novembro 17:30 | VEN M Borges – D Rangel | 0–2 | CUB D Darriba – W Durán | Estádio Español Árbitro(s): MEX Elizabeth Hidalgo |
| 2 de novembro 17:30 | (13–15, 9–15) Relatório |     |                         | Estádio Español Árbitro(s): MEX Elizabeth Hidalgo |

| 3 de novembro 18:00 | CHI M Muñoz – N Bozzo   | 0–2 | PER N Paredes – M Rodríguez | Estádio Español Árbitro(s): MEX Elizabeth Hidalgo |
| 3 de novembro 18:00 | (14–15, 9–15) Relatório |     |                             | Estádio Español Árbitro(s): MEX Elizabeth Hidalgo |

| 3 de novembro 19:00 | VEN M Borges – D Rangel | 0–2 | MEX X Placito – A Cepeda | Estádio Español Árbitro(s): CUB Hilda Pita |
| 3 de novembro 19:00 | (4–15, 2–15) Relatório  |     |                          | Estádio Español Árbitro(s): CUB Hilda Pita |

| 4 de novembro 18:30 | CUB D Darriba – W Durán       | 2–1 | PER N Paredes – M Rodríguez | Estádio Español Árbitro(s): MEX Elizabeth Hidalgo |
| 4 de novembro 18:30 | (15–11, 8–15, 10–5) Relatório |     |                             | Estádio Español Árbitro(s): MEX Elizabeth Hidalgo |

| 4 de novembro 19:30 | VEN M Borges – D Rangel | 0–2 | CHI M Muñoz – N Bozzo | Estádio Español Árbitro(s): CUB Hilda Pita |
| 4 de novembro 19:30 | (12–15, 2–15) Relatório |     |                       | Estádio Español Árbitro(s): CUB Hilda Pita |

### Finais

#### Disputa pelo bronze
| 5 de novembro 9:00 | CHI M Muñoz – N Bozzo   | 2–0 | VEN M Borges – D Rangel | Estádio Español Árbitro(s): CUB Hilda Pita |
| 5 de novembro 9:00 | (15–11, 15–9) Relatório |     |                         | Estádio Español Árbitro(s): CUB Hilda Pita |

#### Disputa pelo ouro
| 5 de novembro 10:00 | MEX X Placito – A Cepeda | 2–0 | CUB D Darriba – W Durán | Estádio Español Árbitro(s): ARG César Maderna |
| 5 de novembro 10:00 | (15–6, 15–8) Relatório   |     |                         | Estádio Español Árbitro(s): ARG César Maderna |